# Pamur
Pamur é uma vila no distrito de Prakasam, no estado indiano de Andhra Pradesh.

## Demografia
Segundo o censo de 2001, Pamur tinha uma população de 15 178 habitantes. Os indivíduos do sexo masculino constituem 51% da população e os do sexo feminino 49%. Pamur tem uma taxa de literacia de 62%, superior à média nacional de 59,5%: a literacia no sexo masculino é de 72% e no sexo feminino é de 51%. Em Pamur, 14% da população está abaixo dos 6 anos de idade.